# Eleutherobia grayi
Eleutherobia grayi is een zachte koraalsoort uit de familie Alcyoniidae. De koraalsoort komt uit het geslacht Eleutherobia. Eleutherobia grayi werd in 1931 voor het eerst wetenschappelijk beschreven door Thomson & Dean. 